# یونلا لوآیش
یونلا لوآیش (به انگلیسی: Ionela Loaieș) ژیمناست زادهٔ ۱ فوریهٔ ۱۹۷۹ میلادی اهل کشور رومانی است.